# 操縦桿
操縦桿（そうじゅうかん）とは、航空機や宇宙機の進行方向を操縦するため、昇降舵や補助翼を操作するハンドル（取っ手）。

## 概要

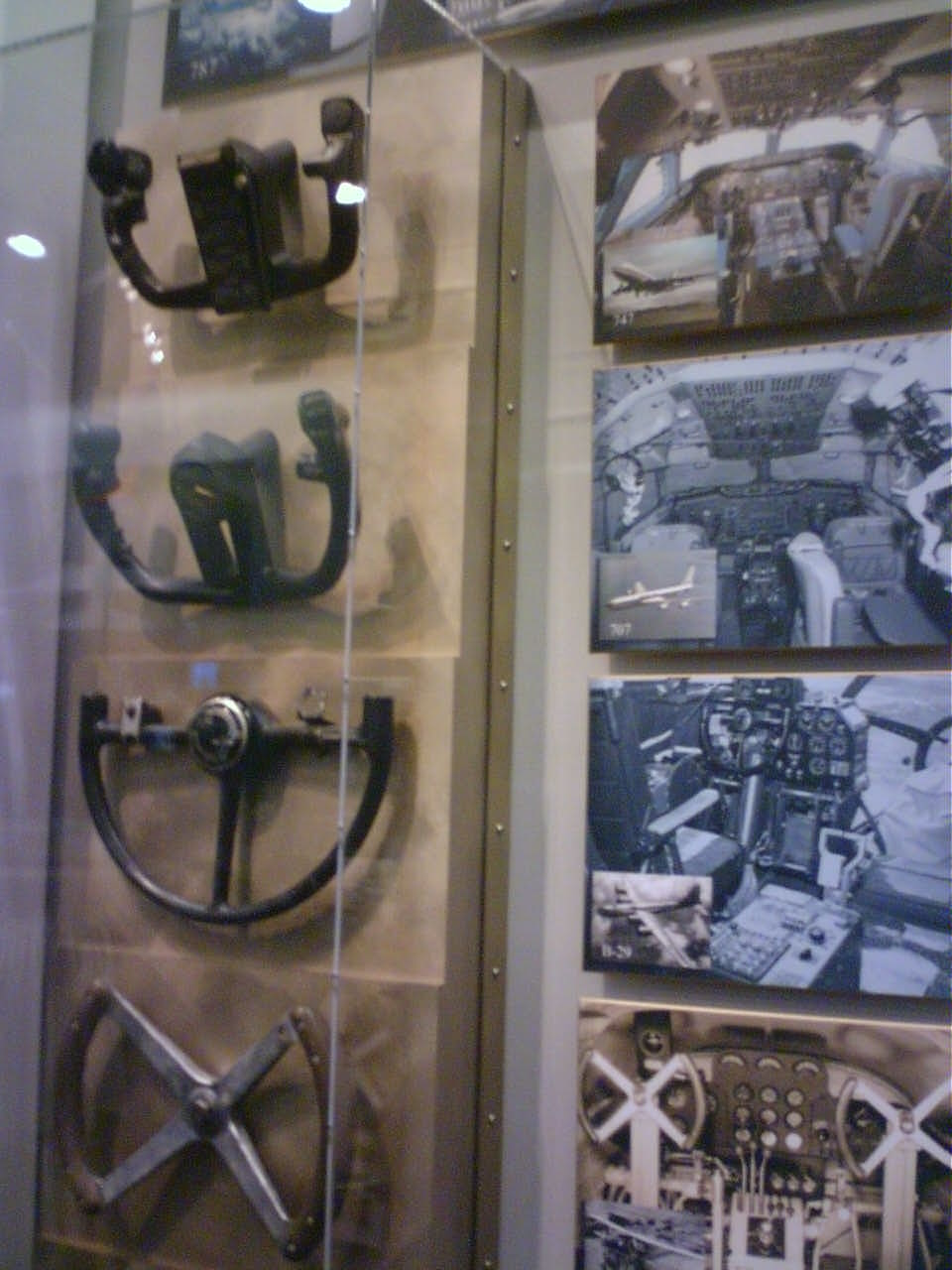
操縦桿と操縦席の写真。上から747、707、B-29、フォード トライモータ（Future of Flight蔵）

現在の操縦桿の操作では、パイロットが進行方向に向かっているとき手前に引く、および向こう（進行方向）に倒すと、それぞれ機首上げおよび機首下げとなり（ピッチ）、左右に動かすと機体の傾きが変化する（ロール）という方式が確立している。これは人間工学的に自然な操作である。ライトフライヤーなどごく初期の飛行機では、必ずしもこのような操縦方式は採用されていなかった。
棒状のものを操縦桿（狭義の操縦桿、コントロール・スティック）、自動車のステアリングに似た形状のものを操舵輪（そうだりん。コントロール・ホイール、コントロール・カラム、ヨークとも呼称される）と呼び分けることもある。操縦桿が前後左右に「倒す」操作であるのに対し、操舵輪は自動車同様の「左右への回転」に加えて「前後へ倒す」あるいは「前後に抜き差し」する操作が加わったものとなっている。
戦闘機やヘリコプターなどは操縦桿、小型飛行機や旅客機・輸送機などは操舵輪を採用することが多い。一般に、機動性が求められる場合は操縦桿を、ゆっくりとした操作が求められる場合は操舵輪を採用する。例えば、急激な操作をすべきでない超高空を飛ぶ軍用機のU-2は、操舵輪を装備している。
大型機では降着装置のステアリングは操縦桿から独立したティラーで行う。

## コクピットと操縦桿
操縦桿・操舵輪とも操縦席内、パイロットの正面に取り付けられていることが多い。一方、操縦にフライ・バイ・ワイヤを採用した機種では、パイロットの横（通常は右）に取り付けられているケースもあり、サイドスティックなどと呼ばれる。
サイドスティック形式を採用する理由としては、例えばロッキード・マーティン（開発当時はジェネラル・ダイナミクス）製の戦闘機F-16では、第一に対G対策のため通常の戦闘機よりもシートが30度後方に傾斜しているため、正面（すなわち、パイロットの股間よりも前方）に操縦桿を配置すると手が届かないこと。第二に操縦桿をサイド配置とし、脇を緩めた姿勢で操作する方が、高いGがかかった際の心肺機能への負担が少ないこと、などがあげられる。サイドスティック方式の例としては、他にA320以降のエアバス製旅客機がある。
F-16やF-22のようなサイドスティック形式では、操縦桿は操縦信号を送る入力装置として働く。この操縦桿はほとんど動かず（握って少しふらつくという感覚がある程度）、操縦桿にかかる圧力をセンサーが感知して操縦信号とする。パイロットは操縦桿に力を加えるだけで操作が可能であり、操縦桿がニュートラルに戻るまでのタイムラグがほぼ無いため、戦闘機動時の負担軽減に大きく寄与している。
一方、ボーイング製の戦闘機はフライ・バイ・ワイヤであっても、サイドスティックを採用していない。これは、機種転換によってパイロットの操縦感覚が異なることで混乱することを避けるため、何らかの要因で右腕が動かせなくなった場合、操縦するために座席の移動が必要となるなどの欠点を重く見たためと言われる。同社は旅客機（777以降はフライ・バイ・ワイヤ）においても操舵輪タイプを維持している。
両手で保持する操舵輪の形状は自動車のステアリングのような円形、山の形、U字、∞形、M字（もしくはY字）などがある。円形の操舵輪は、捻るのみで回す必要がないので頂部が抜けていることが多い。エンブラエルやコンコルドはM字の操縦桿を採用している。
デ・ハビランド・カナダのDHCシリーズでは、機体中央から伸びたアームが途中で左右に分かれ、その先に操縦桿を取り付けられているという変則的なレイアウトを採用している。なお、DHC-8ではボーイングと同等の標準的なレイアウトに変更された。
操舵輪が正面パネルから突き出す方式は、自動車の運転席のように足下が広くなるために乗り降りがしやすく、操縦席横のドアから乗り込む小型機で採用例がある。特にセスナ 172は一貫してこの方式を採用している。ただし、生産された年代によって操縦桿の形状が異なり、∞、四角、山の形と変更されている。
操縦桿を正面のパネルの端に配置する方式はサイドヨークと呼ばれ、機体の幅が正面配置と変わらず足下も広いが機械的なリンクが容易であるため、小型機に採用されている。
サイドスティックやサイドヨークは、操縦桿で計器類を遮られず視認性が向上することからグラスコックピットと相性が良い、正面に書類用のテーブルを設置できる、体が正面に投げ出された際に怪我をしにくいというメリットがある。
スーパーマリン スピットファイアやハリケーンなどのイギリスの戦闘機は、左右どちらの手でも握りやすいように操縦桿の上部を円形としていた。また、狭い操縦席でも使いやすいように操縦桿の上部のみが傾く機構となっている。

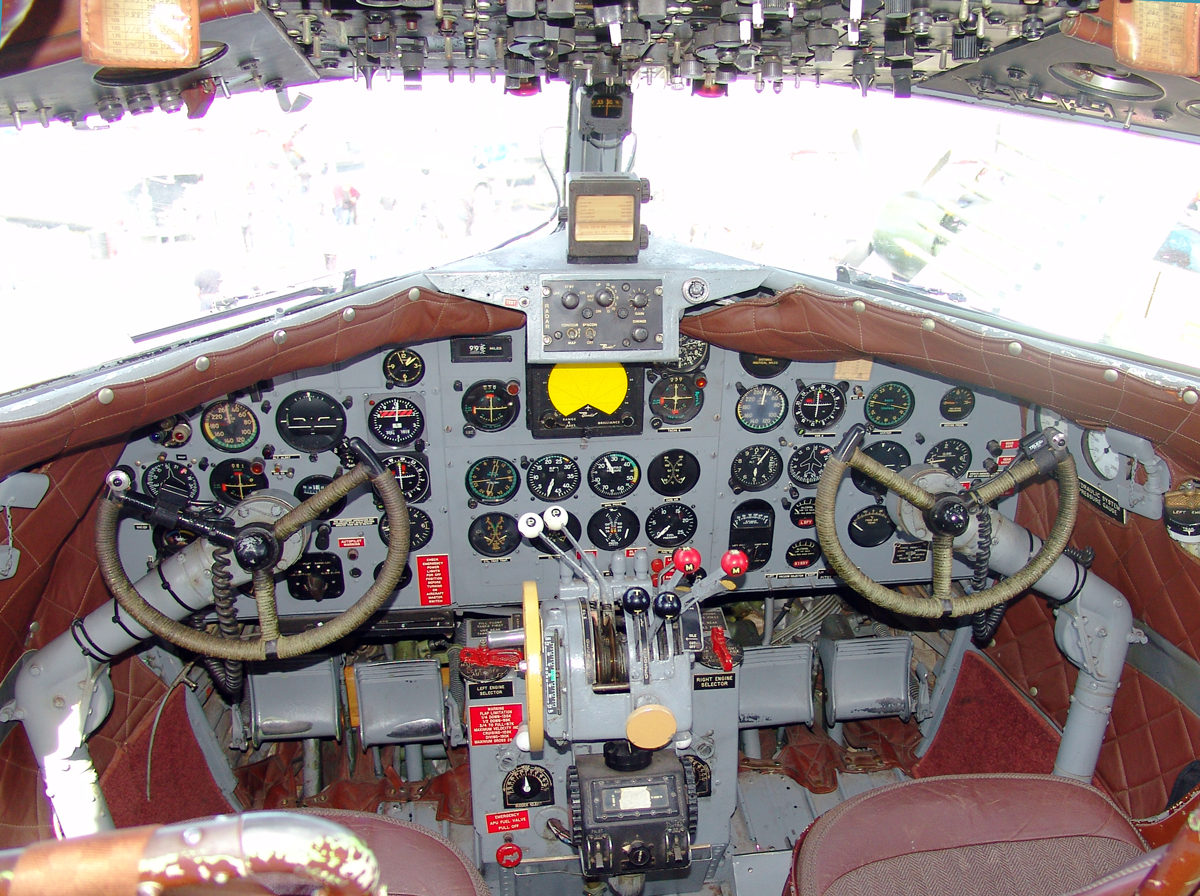
ダグラス DC-3。操舵輪は円形。
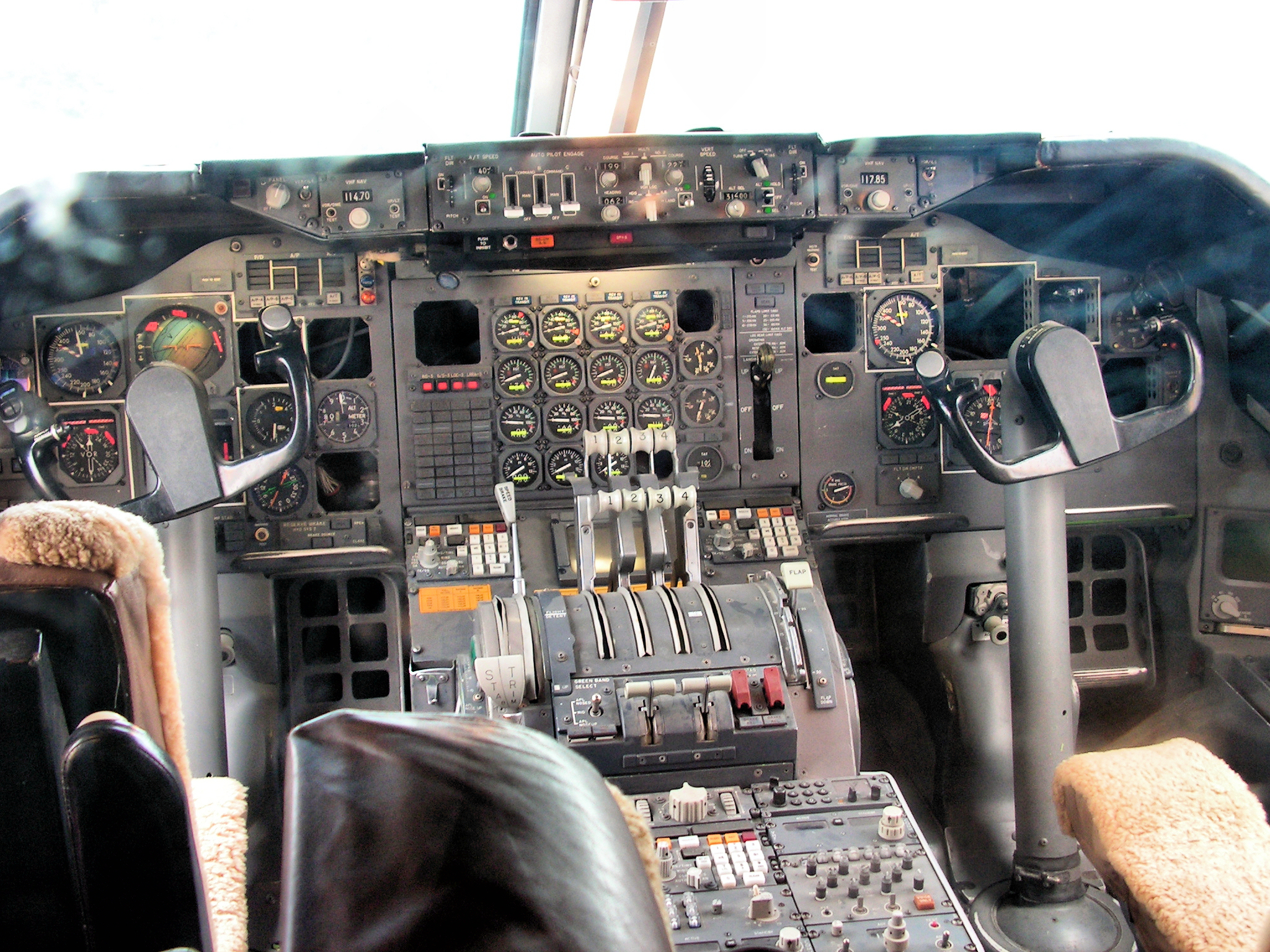
ボーイング747 クラシック。操舵輪は山の形。
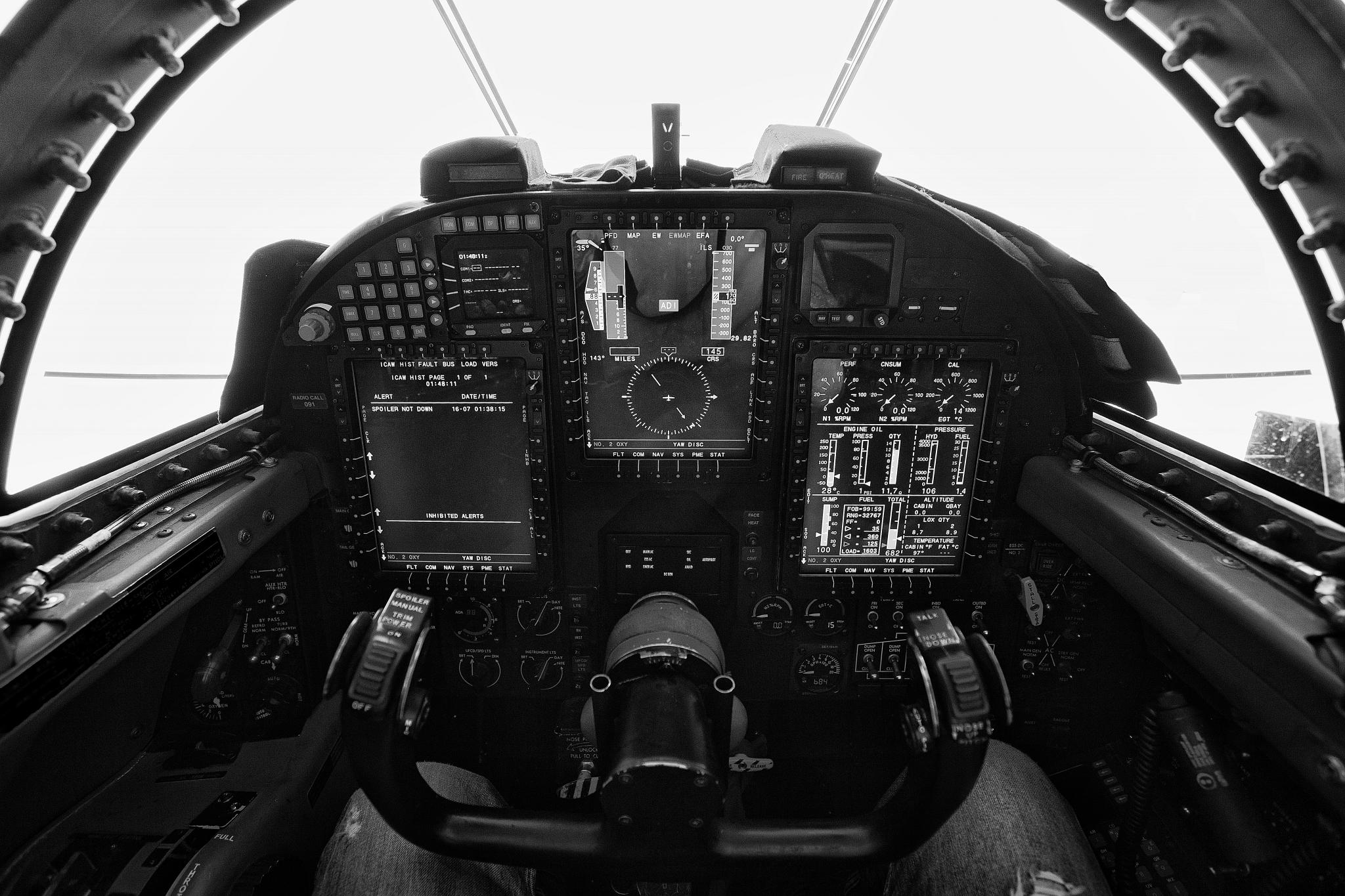
U-2S偵察機。単発・単座だが操舵輪を採用。
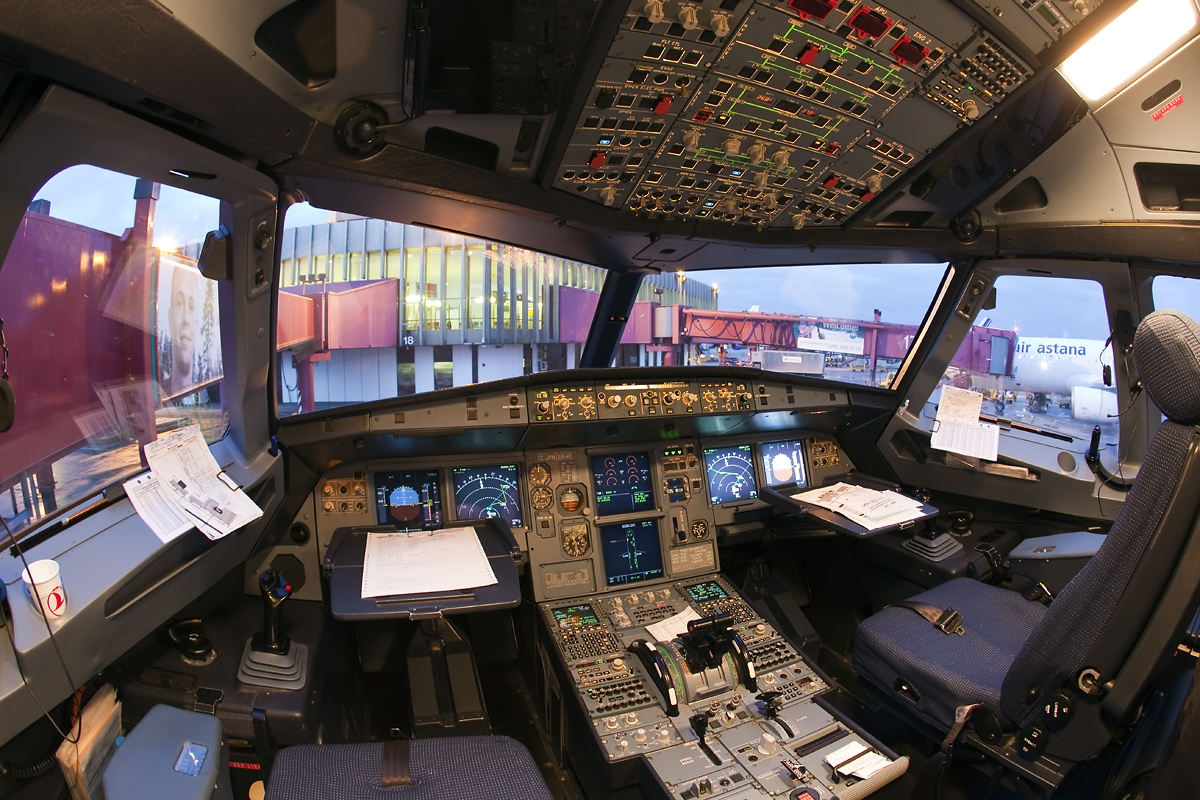
エアバスA320。サイドスティックを採用し正面は書類などが置けるテーブルを装備。
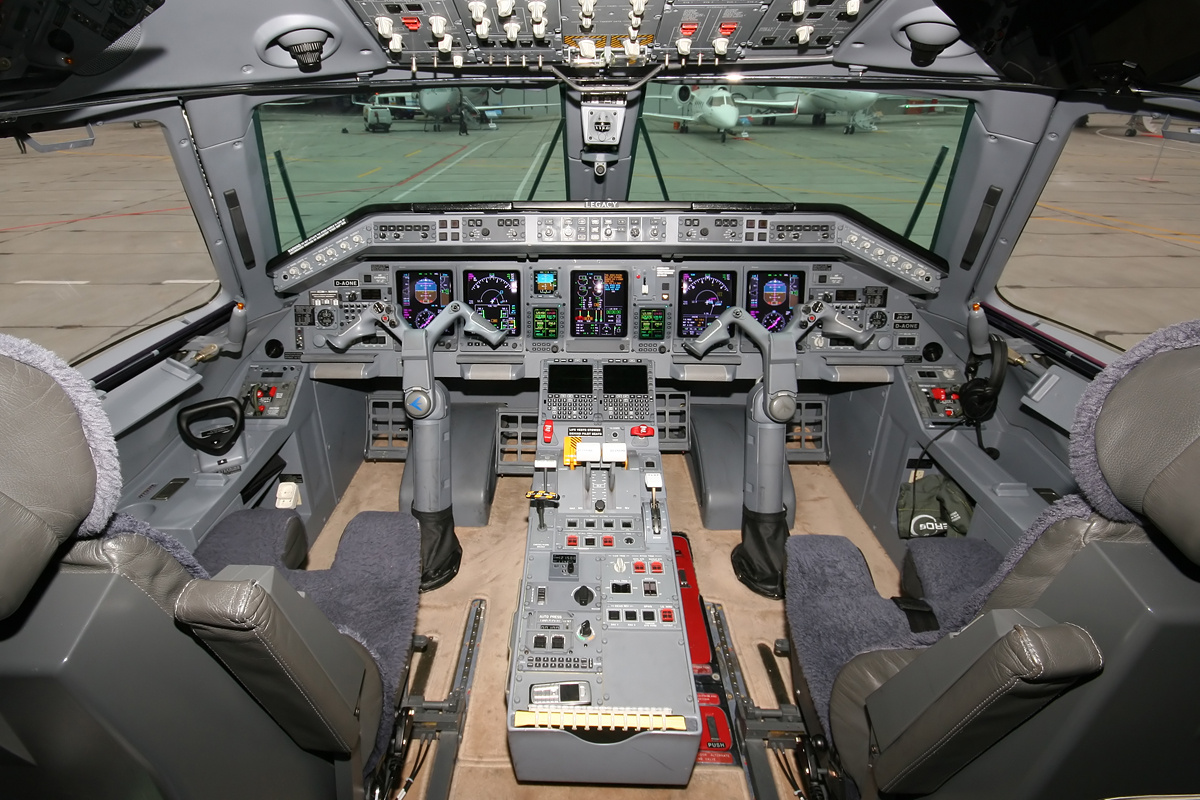
エンブラエル ERJ 135。M字の操縦桿が採用されている。
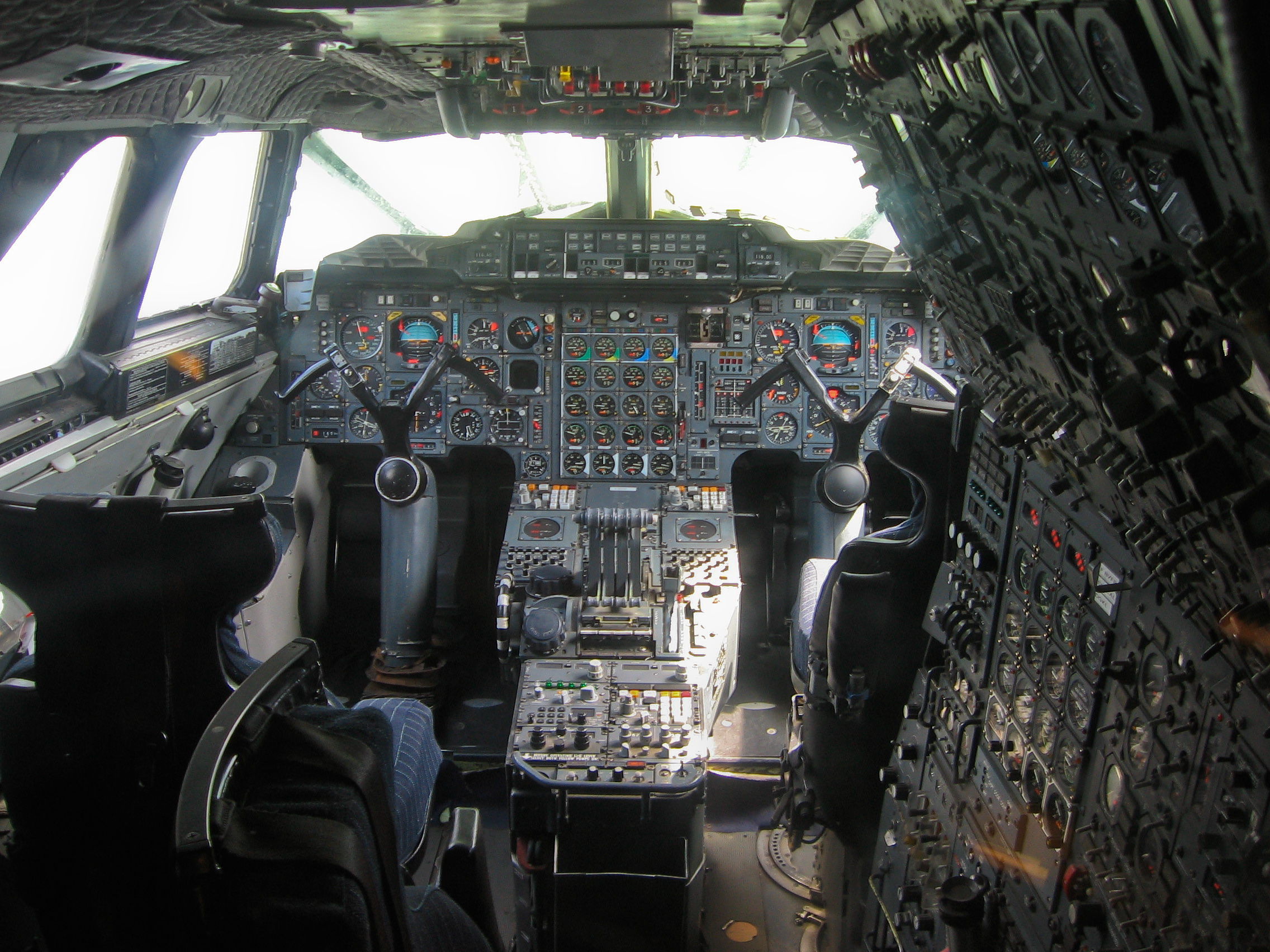
コンコルド。Y字の操縦桿が採用されている。
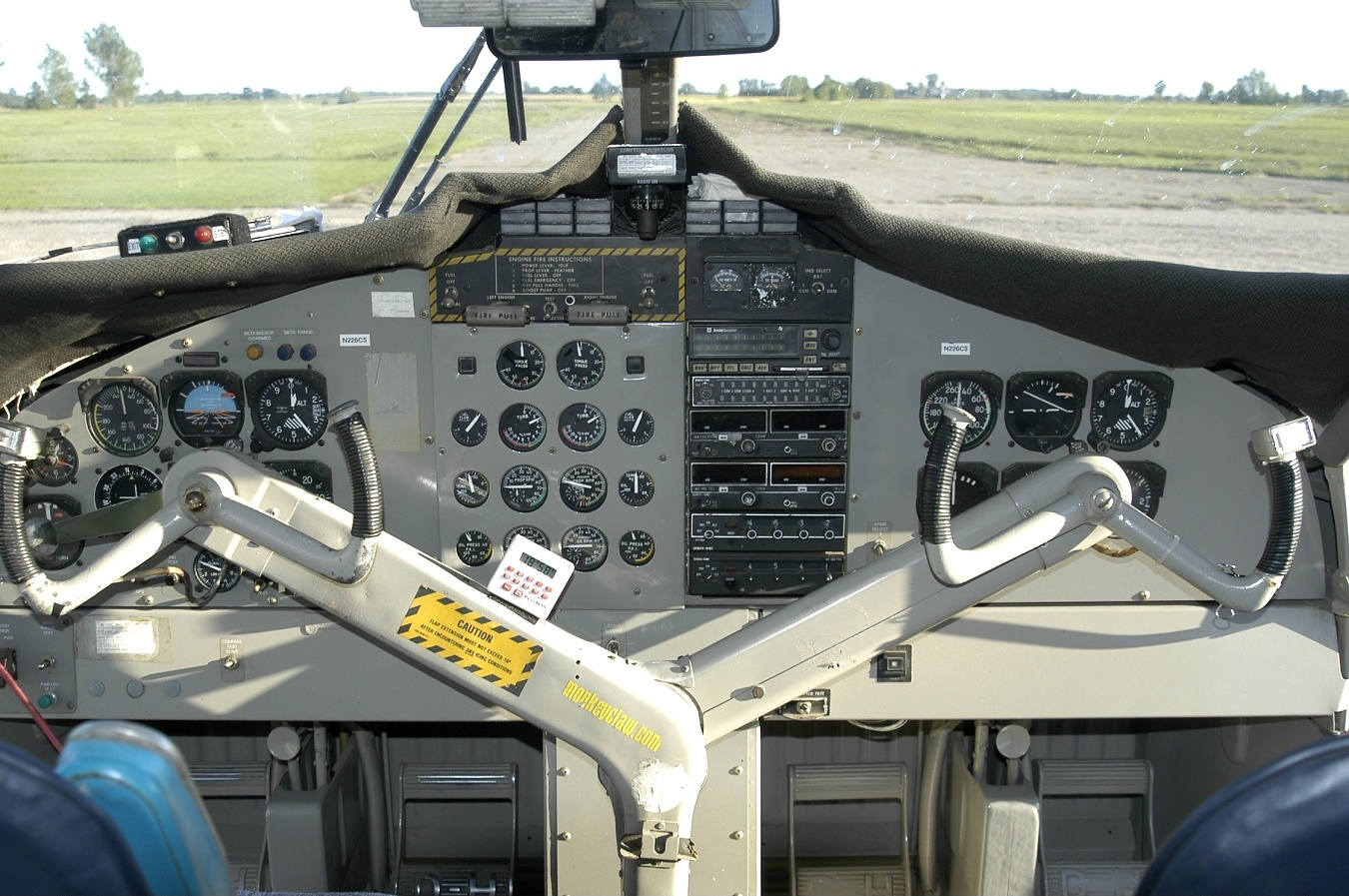
DHC-6-200。操縦桿の台座が左右共通。
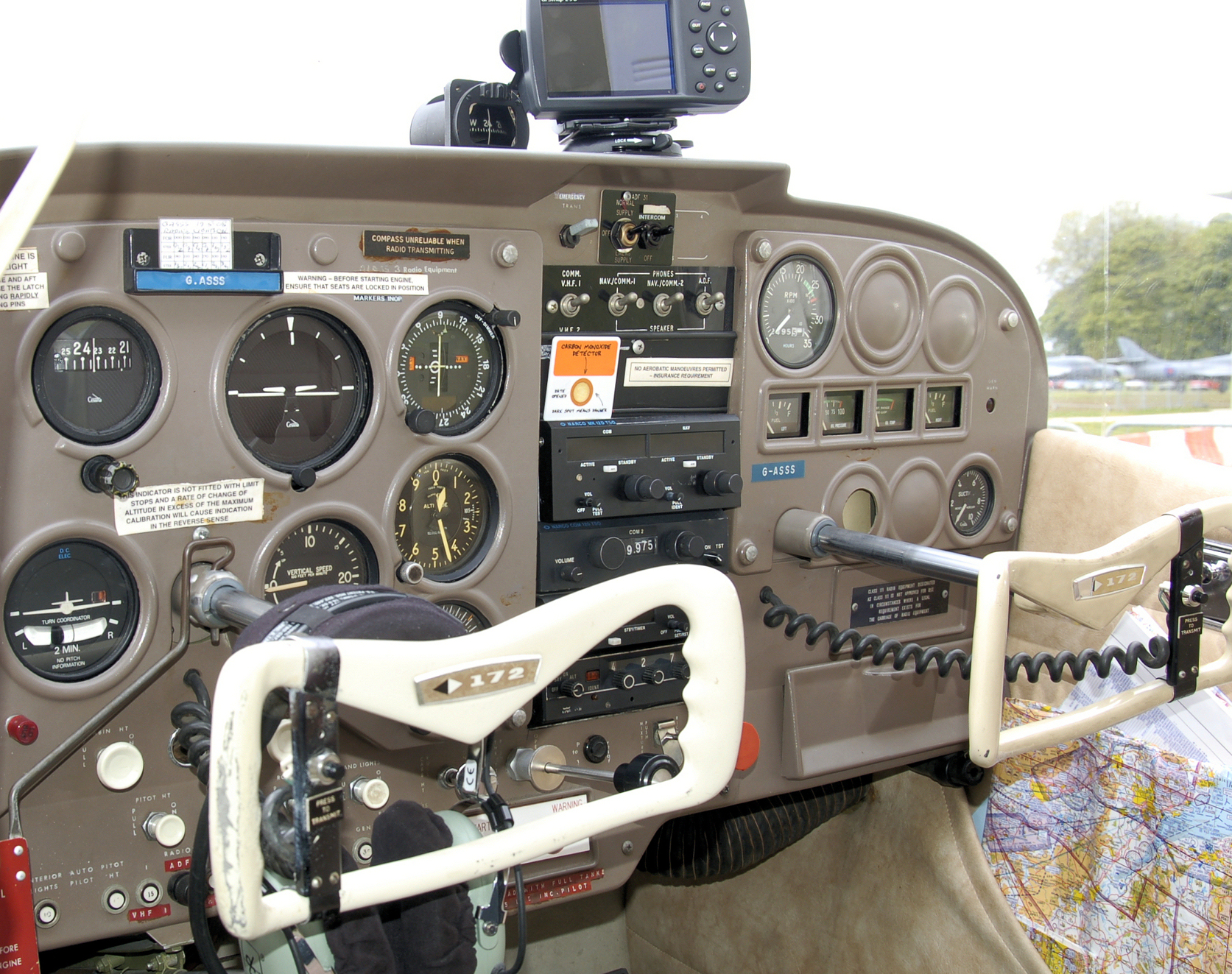
セスナ 172E。正面パネルから四角の操縦桿が突き出す。
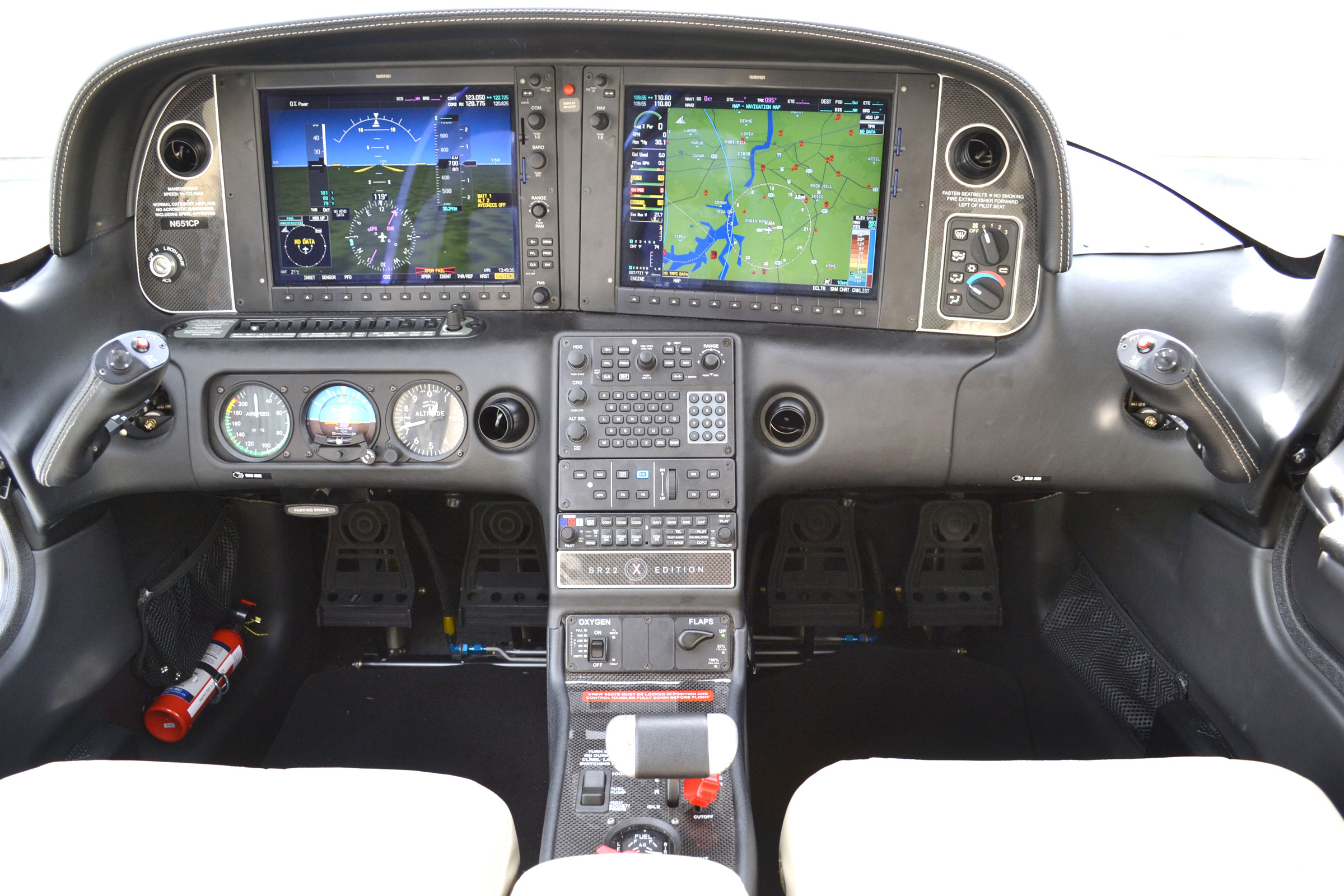
SR22TN。サイドヨーク式の操縦桿は機体外側に配置されている。
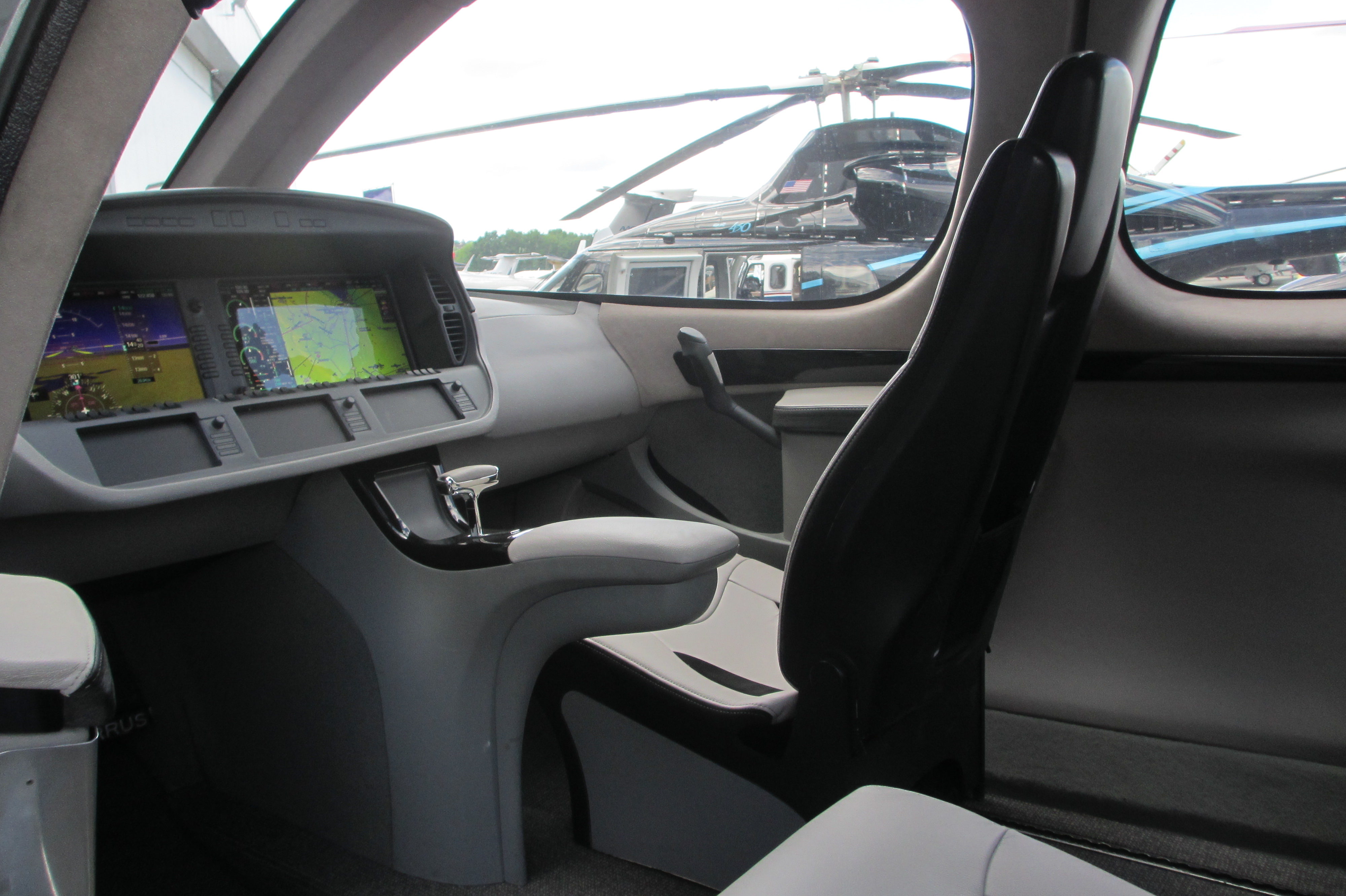
シーラス Vision SF50。操縦桿はアームレストから突き出しているがメーカーではサイドヨーク式としている。
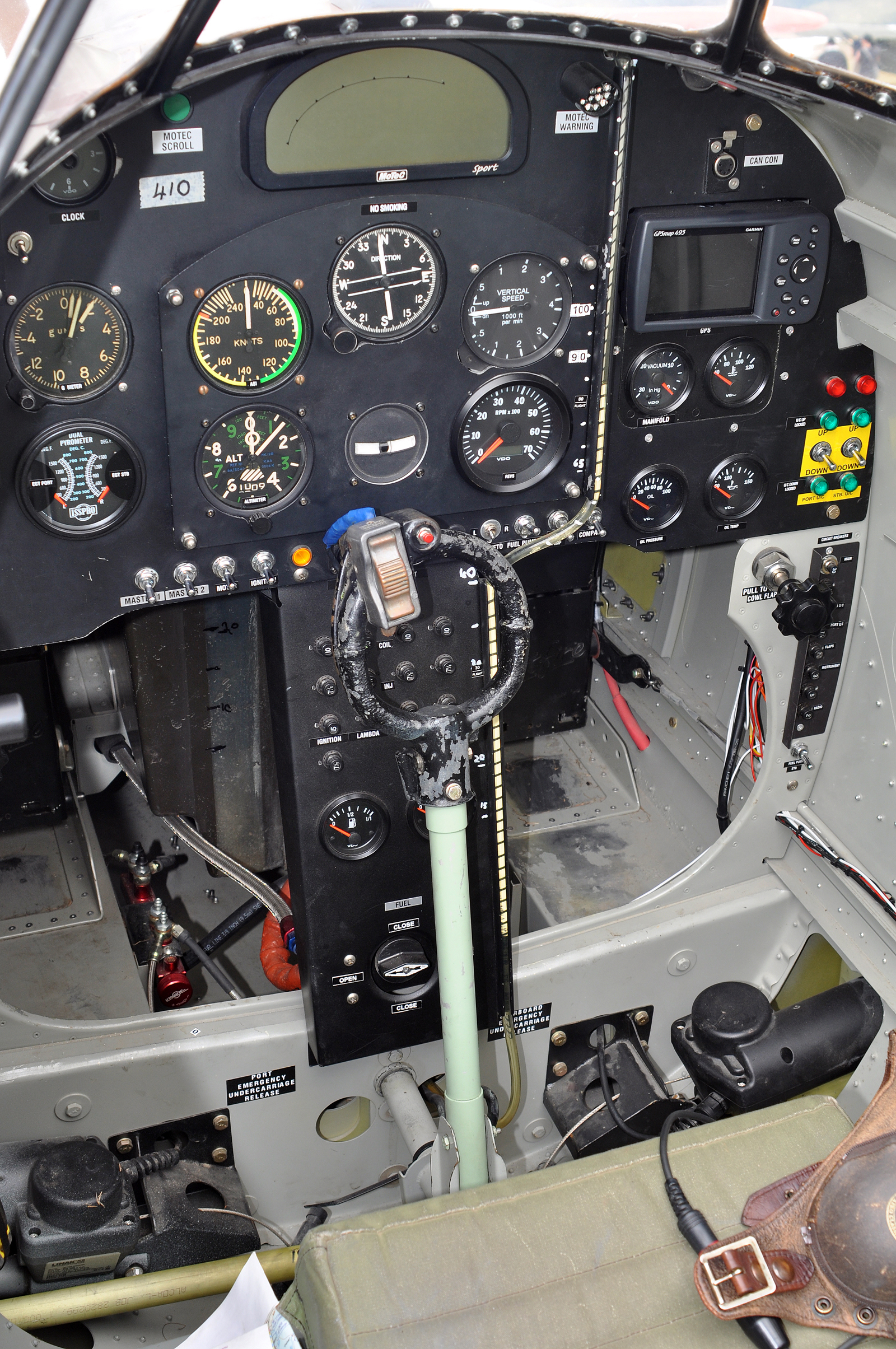
スーパーマリン スピットファイアの操縦桿。上部が円形となっている。

## 副操縦士と操縦桿
副操縦士を置く機体では、正副両操縦士席に操縦桿（輪）を備え付けることが一般的である。
複数の操縦桿は単一の操作系統に結び付けられており、どちらかが他方に優越することはない。しかし、混乱した状況ではこれが事故を誘発することもある。例えば、一方の操縦士が上昇、もう一方の操縦士が下降することを最善と判断した場合、2人が逆の操作を行い、姿勢が変化しなくなる。この結果、実際には操縦系統には問題がないのに、「操縦系統の不具合によって操作不能になっている」との誤解が起こりうる。フライ・バイ・ワイヤの場合には力がかからないため、気づかなくなりやすい。
これを防ぐため、このような機体では操縦士の間で操作を受け渡す手順を設定し、その訓練を行う。また、一部の機体では、誤作動を防ぐため、使用していない操縦桿を操作不能にする機能が設定されている場合もある。
高度なアビオニクスを搭載した大型旅客機では、両操縦士の操縦桿の入力が逆側だった場合、「double Input」と音声で警告する機能も登場している。

## 操縦桿上の装置

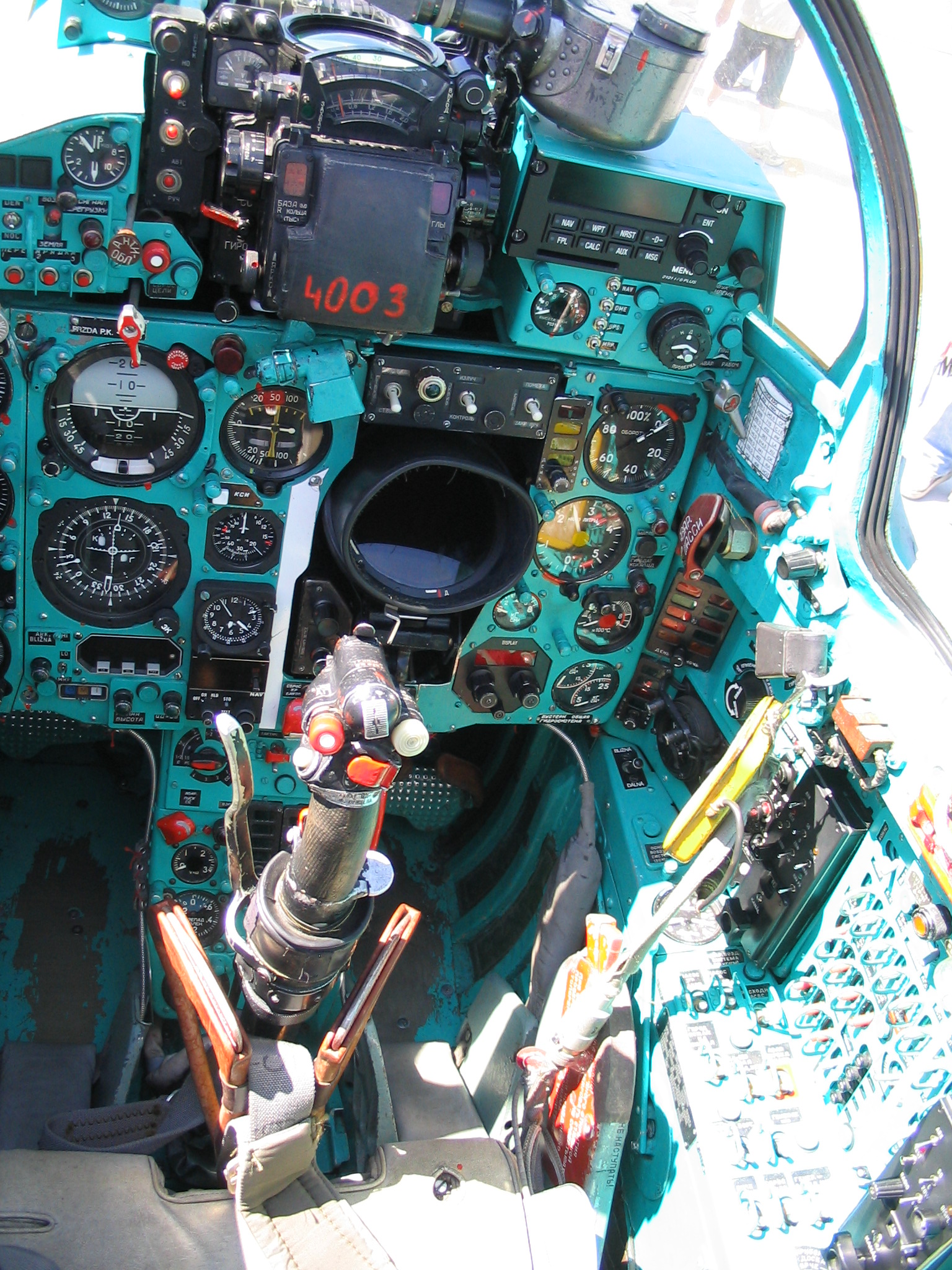
MiG-21の操縦桿。複数のスイッチがついている

一般に操縦桿（輪）には無線通信用マイクのスイッチが取りつけられており、他にトリム・タブの作動スイッチを備えるものも多い。
F-15のような戦闘機では、操縦桿に加えてスロットルにも多様なスイッチを備えており、レーダーの操作や武装の選択・発射までを手を離すことなく行えるようになっているものがある。こうした構成は、HOTAS（Hands On Throttle and Stick, 両手をスロットルとスティックにおいたまま）と略称される。